# تیپ ۸۸ انصارالرضا

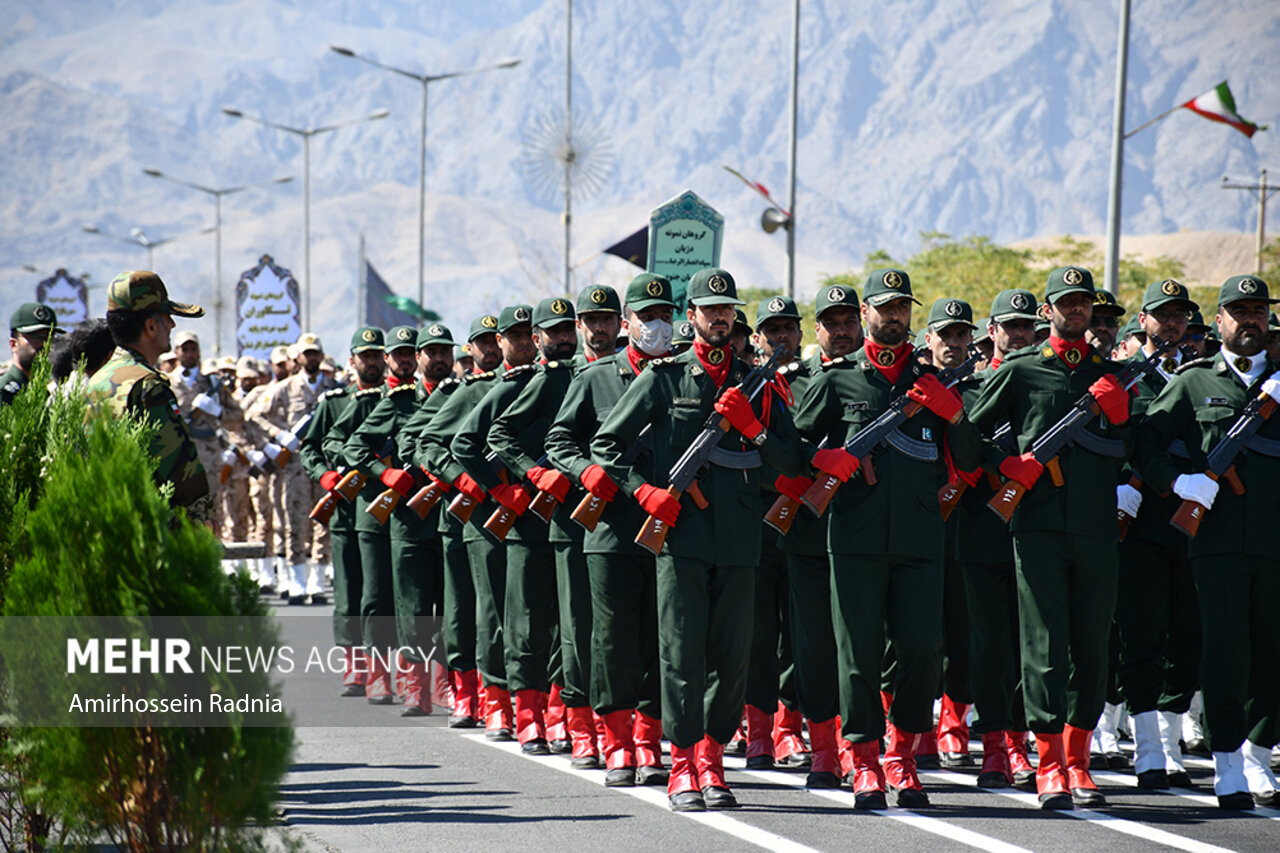
رژه نیروهای تیپ انصارالرضا به مناسبت سالگرد جنگ ایران و عراق در سال ۱۴۰۱، بیرجند

تیپ عملیاتی مردم‌پایهٔ ۸۸ انصارالرضا یا به اختصار تیپ ۸۸ انصارالرضا از تیپ‌های پیاده نیروی زمینی سپاه پاسداران انقلاب اسلامی است، که ستاد فرماندهی و پادگان آن در شهر بیرجند مستقر می‌باشد. پیشینه شکل‌گیری این یگان به سال ۱۳۶۵ در خلال جنگ ایران و عراق تحت عنوان تیپ ۳ لشکر ۵ نصر بازمی‌گردد و نخستین فرمانده آن علی‌اصغر حسینی محراب بود. هم‌اکنون سرتیپ‌دوم پاسدار غلامعلی تناکی فرماندهی تیپ ۸۸ انصارالرضا را برعهده دارد.